# Builder's Old Measurement
Le Builder's Old Measurement est une ancienne jauge britannique utilisée pour le calcul du tonnage d'un navire. C'est une formule destinée à estimer en tonneaux le volume pouvant être transporté. Créée en 1773, elle a été remplacée en 1854 par la méthode Moorsom qui tenait compte du volume occupé par la motorisation à vapeur du navire. 
Cette jauge a également été utilisée comme jauge de course pour les régates de voiliers en Angleterre avant d'être remplacée par le Thames Measurement du Royal Thames Yacht Club en 1855.

## Formule de la jauge
La formule de la jauge donne un tonnage en tonneaux :
{\displaystyle {Tonnage}={\frac {({Longueur}-{\frac {3}{5}}\cdot {Bau})\cdot {Bau}\cdot {\frac {Bau}{2}}}{94}}}
suivant les mesures suivantes :
- {\displaystyle Longueur} mesurée de l'étrave à l'étambot,
- {\displaystyle Bau} le maître bau.

Dans cette formule, le creux du navire est estimé comme égal à Bau/2.

## Historique
Le Builder's Measurement, comme il était nommé à cette époque, est légalisé par le parlement britannique en 1773. La formule de cette jauge destinée à taxer les marchandises transportées est modifiée par une loi entrant en application le 1er janvier 1836, le new measurement, formule bien plus complexe qui tient principalement compte du tirant d'eau du navire afin de mettre fin à l'exploitation de la jauge par les navires de commerce : les bateaux deviennent de plus en plus profonds sans être plus taxés, car le Builders Measurement estime le creux du bateau comme égal à la moitié de sa largeur. Cette jauge a été remplacée par la méthode Moorsom, suivant le Merchant Shipping Act de 1854.
Dans le domaine des courses à la voile, la Cumberland Fleet, à l'origine du Royal Thames Yacht Club, utilise la jauge antérieure au Builder's Measurement dès 1775, adopte le Buider's Old Measurement en 1792, avant de créer sa propre jauge de course en 1855 : le Thames Measurement,.